# Levan Mtjedlidze
Levan Mtjedlidze (georgiska: ლევან მჭედლიძე, uttalas [lɛvan mtʃɛdlɪdzɛ]), född 24 mars 1990 i Tbilisi, är en georgisk fotbollsspelare (anfallare) som spelar för Dinamo Tbilisi.
Mtjedlidze har under två säsonger spelat utlånad till den sicilianska klubben US Città di Palermo. Under tidiga 2010 ryktades det om att Mtjedlidze var på väg bort från Empoli..
Mtjedlidze debuterade för det georgiska fotbollslandslaget 2007, 17 år gammal.